# Incident du discours républicain
L'incident du discours républicain (共和演説事件, Kyōwa enzetsu jiken) est une affaire politico-médiatique japonaise. Elle fait suite à un discours tenu par le ministre de l'Éducation Yukio Ozaki le 21 août 1898.
Le journal Tokyo Nichi Nichi Shimbun, réputé proche de l'Oligarchie de Meiji, annonce dans son édition du lendemain que Yukio Ozaki a tenu un discours pro-républicain lors d'une réunion d'enseignants. Ceci permet aux membres de clans politiques concurrents comme le Hanbatsu ou le Jiyūtō de l'attaquer. L'affaire entraine la démission du ministre le 27 octobre de la même année.

## Sources